# Mallophora aleto
Mallophora aleto är en tvåvingeart som beskrevs av Camillo Rondani 1848. Mallophora aleto ingår i släktet Mallophora och familjen rovflugor. Inga underarter finns listade i Catalogue of Life.